# USS Scranton (SSN-756)
Pour les autres navires du même nom, voir USS Scranton.
Le USS Scranton (SSN-756) est un sous-marin nucléaire d'attaque américain de classe Los Angeles nommé d'après Scranton en Pennsylvanie.

## Histoire du service
Construit au chantier naval Northrop Grumman de Newport News, il a été commissionné le 26 janvier 1991 et est toujours actuellement en service dans l’United States Navy.
Il a notamment participé à l'opération Odyssey Dawn dans le cadre de l'intervention militaire de 2011 en Libye durant laquelle il tira des missiles BGM-109 Tomahawk depuis la mer Méditerranée contre les forces de Mouammar Kadhafi.